# Lignji
Lignji (znanstveno ime Teuthida, v nekaterih virih tudi Teuthoidea) so red mehkužcev iz razreda glavonožcev, v katerega uvrščamo približno 300 danes živečih vrst, ki živijo v svetovnih morjih in oceanih.
Skupaj s sipami sodijo med deseterolovkarje - okrog ust imajo obroč 10 lovk, od katerih je en par podaljšan. Glavonožci so na splošno najkomplesneje razviti mehkužci, med lignje pa sodijo nekateri od največjih predstavnikov nevretenčarjev sploh, t. i. velelignji, ki sodeč po ujetih primerkih dosežejo tudi 16 m v dolžino (skupaj z lovkami).

## Telesne značilnosti
Izvorna lupina mehkužcev je pri lignjih reducirana in se je ohranila samo kot hitinasto »pero« (lat. gladius) vzdolž notranjosti telesa. Lignje je od sip mogoče enostavno ločiti po dolžini plavuti, ki pri sipah sega po dolžini vzdolž celega telesa, pri večini lignjev pa samo vzdolž zadnje tretjine. Večina lignjev ima podolgovato telo s koničastim zadnjim delom; hidrodinamična oblika v navezi z nekaterimi drugimi prilagoditvami jim omogoča, da dosegajo pod vodo najvišje hitrosti med vodnimi nevretenčarji. Podobno kot sipe imajo »reaktivni pogon« - ob nevarnosti ali v drugih situacijah, kjer je potrebna hitrost, iztisnejo vodo iz mišičaste gube plašča skozi poseben sifon, ki se odpira ob ustih, kar jih požene nazaj. Pri lignjih gubo stiska poseben tip mišičnih vlaken in lahko dosežejo tudi do 40 km/h.
Okoli ust je obroč 10 lovk v petih parih, ki so se razvile iz noge izvornih mehkužcev. Na notranji površini imajo priseske, ki so pogosto nazobčani po robu. Četrti par lovk je podaljšan in ima priseske samo na sploščenem koncu. Ligenj lahko ti dve izredno hitro iztegne in z njima zagrabi plen, ostale lovke pa ga ovijejo in držijo medtem ko ga ligenj razkosava z zelo gibljivo, kljunu podobno čeljustjo. Nekaterih lignji imajo namesto priseskov na lovkah kavlje.
Podobno kot sipe in hobotnice imajo kompleksno razvite oči, ki verjetno posredujejo v centralno živčevje razmeroma natančno sliko okolice, vendar oko lignjev še nima razvite roženice, torej je notranjost očesne votline v stiku z morsko vodo. Zenica je okrogla. Značilnost živčevja je močna centraliziranost - gangliji okrog ust so zraščeni in iz njih potekajo nevroni v vse dele telesa. Mišice plašča oživčujejo t. i. orjaški aksoni, ki so urejeni tako, da pripotuje živčni impulz do vseh delov hkrati, kar poveča učinkovitost iztiskanja vode skozi sifon. Njihova priročna velikost (v premeru lahko merijo tudi do 1 mm) je v 1940. letih omogočila razjasnitev enega ključnih nevrobioloških pojavov - vzdražnosti. Tudi lignji lahko spreminjajo svojo barvo s spreminjanjem oblike kromatofor v koži.

## Življenjski krog
Med parjenjem se osebka oprimeta z lovkami, nato pa samec z v ta namen prilagojeno lovko, poimenovano hektokotil, prenese spermatofor neposredno v samičino plaščevo votlino ali v posebno shrambo v gubi pod usti. Samice bentoških lignjev prilepijo jajčeca v skupkih na dno in jih prezračujejo, jajčne mase pelaških lignjev pa so prosto plavajoče. Samica pogine kmalu po izleganju jajčec, torej imajo lignji kratko življenjsko dobo, ki ne presega nekaj let. Ličinke so podobne odraslim živalim in so tik po izvalitvi planktonske.
O življenjskem krogu globokomorskih in drugih manj poznanih vrst lignjev ni znanega skoraj nič.

## Klasifikacija
Klasifikacija glavonožcev še ni dorečena. Različni avtorji uporabljajo različna poimenovanja taksonov (za lignje npr. Teuthida ali Teuthoidea) in sodeč po nekaterih analizah s sodobnimi kladističnimi metodami lignji sploh niso naravna (monofiletska) skupina. Dodatno težavo predstavlja pomanjkanje fosilnih primerkov, ki se zaradi mehkega telesa niso ohranili. Skupno je znanih približno 300 danes živečih vrst v 29 družinah.
Tradicionalno delimo lignje na dva podredova:
- Myopsina Orbigny, 1841 - priobalne živali, jajčeca pritrjujejo na morsko dno in zaključijo cel življenjski krog v obalnih vodah. Sem sodita družini Loliginidae s približno 50 vrstami in pred kratkim opisana Australiteuthidae z eno samo vrsto, Australiteuthis aldrichi, majhna vrsta lignjev v vodah severne Avstralije, ki jo je opisal Chung Cheng Lu leta 2005 na podlagi vzorcev, zbranih v obalnih vodah severne Avstralije.
- Oegopsina Orbigny, 1845 - zelo raznoliki predstavniki, večina jih živi v odprtem morju in so aktivni plenilci. Sem uvrščamo vse ostale družine lignjev.

V Jadranu živi 10 vrst lignjev, slovenskem delu Tržaškega zaliva pa so prisotne tri, od katerih je najpogostejši navadni ligenj (Loligo vulgaris).

## Pomen za človeka
Lignji so priljubljena jed v številnih svetovnih kuhinjah, od kitajske, italijanske, španske, korejske, indijske idr. Pripravljajo se celi oz. narezani na koščke ali kolobarje, užitne pa so tudi lovke in črnilo. V Sloveniji in tudi angleško govorečih državah se jedi iz lignjev pogosto oglašujejo pod imenom »kalamari« (calamari), kar je italijanski izraz za lignja.
Komercialni lov na lignje se v zadnjih desetletjih povečuje, verjetno na račun upada ribjih populacij zaradi prekomernega ribolova. Po podatkih Organizacije ZN za prehrano in kmetijstvo je leta znašal ulov lignjev 2,18 milijonov ton, največ identificiranega ulova so predstavljale vrste Illex argentinus, Todarodes pacificus in Dosidicus gigas (vse iz družine Ommastrephidae).